# 溫超超
溫超超（1079年—？年），惠州人（今廣東省惠州市），北宋時期蘇軾的愛慕者。

## 生平
紹聖元年（西元1094年），蘇軾被貶謫到惠州。溫超超頗有姿色，此時已經十六歲（女紅餘志則為十五歲），卻不肯嫁人。超超聽聞蘇軾到了惠州，便對人說：「東坡是我的好丈夫。」每天晚上，當蘇軾在詠詩時，她就在窗外徘徊。蘇軾感覺外面有人，推窗看時，溫超超便急忙跳牆離去。後來，蘇軾去拜訪，她便向蘇軾傾吐愛慕之意。蘇軾說：「我一定為溫超超找一個如意郎君。」然而不久，蘇軾被貶到瓊州，此事就暫時擱置了下來。等蘇軾再回到惠州時，溫超超早已經憂鬱而死，她被葬在沙灘的旁邊。蘇軾來到溫超超墳前，傷感地作了首《卜算子·孤鴻》。

## 評價
- 馮夢龍：千古女子之中，愛才者，溫都監女、長沙妓二人而已。[7]

## 外部連結
- 《卜算子》